# Mononykus
Mononykus is een geslacht van uitgestorven theropode dinosauriërs, behorend tot de Coelurosauria. Het leefde ongeveer 70 miljoen jaar geleden, tijdens het Laat-Krijt, in het gebied van het huidige Mongolië.

## Ontdekking en naamgeving
Mononykus is bekend van een enkel fossiel, het holotype IGM N107/6, dat in 1987 door een Sovjet-Mongoolse expeditie werd opgegraven bij Boegin-Tsav in de provincie Ömnögovĭ. In 1993 werd de vondst gemeld in de literatuur. Nog hetzelfde jaar benoemden en beschreven Perle Altangerel, Mark Norell, Luis Maria Chiappe en James Clark de soort Mononychus olecranus waarvan men aannam dat het om een vogel ging. De geslachtsnaam is afgeleid van het Oudgrieks μόνος, monos, 'enkelvoudig', en ὄνυξ, onyx, 'klauw', een verwijzing naar het feit dat de voorpoot slechts een enkele klauw draagt. De soortaanduiding verwijst naar de processus olecrani, het uitsteeksel van de ellepijp dat bijdraagt aan de elleboog en dat extreem sterk ontwikkeld was. Al in 1993 moest het geslacht hernoemd worden omdat de naam al gebruikt was voor de kever Mononychus Schuppel 1824. Men koos als vervangingsnaam Mononykus, simpelweg omdat de oorspronkelijke naam in het Engels toch al zo zou zijn uitgesproken.

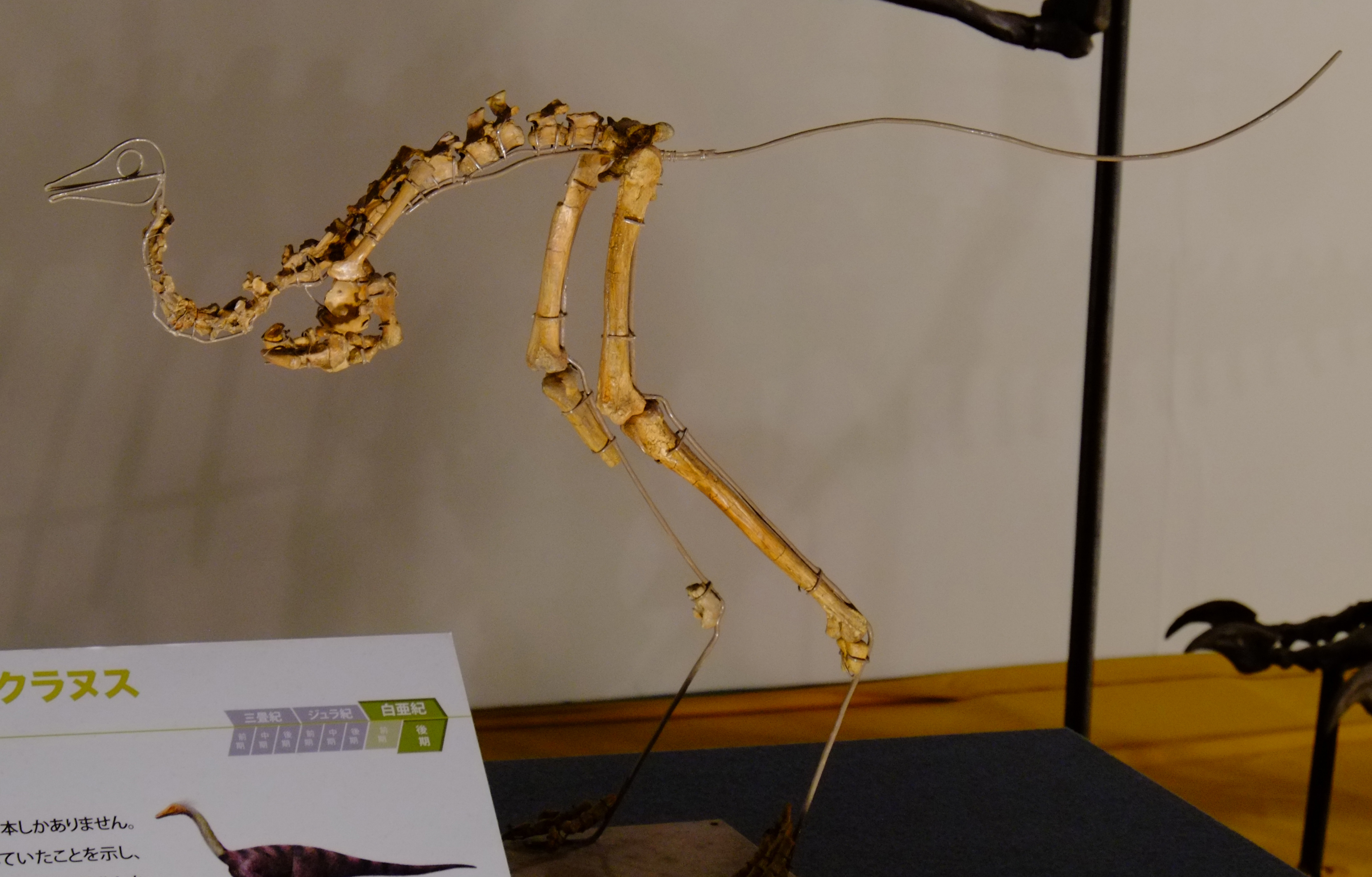
Het holotype

Het holotype is gevonden in een laag van de Nemegtformatie die dateert uit het Campanien-Maastrichtien. Het bestaat uit een gedeeltelijk skelet met schedel, waaraan het grootste deel van de staart ontbreekt. Bewaard zijn gebleven: een rechterbovenkaaksbeen, een hersenpan, enkele botfragmenten van de schedel, een losse tand, de derde tot en met tiende halswervel, acht ruggenwervels, drie ribben, de twee voorste sacrale wervels en stukken van het achterste heiligbeen, een voorste staartwervel, beide schouderbladen, een ravenbeksbeen, een borstbeen, beide voorpoten, een darmbeen, de bovenkanten van beide schaambeenderen, en de achterpoten.
Bij de beschrijving werd specimen IGM 100/99 toegewezen, een in 1992 in de oudere Djadochtaformatie gevonden gedeeltelijk skelet, maar reeds in 1994 kwam men hier op terug. In 2008 werd het gezien als een exemplaar van een Parvicursor sp. Aangezien een belangrijk deel van de oorspronkelijke beschrijving op dit specimen was gebaseerd, deed de foute identificatie aan de waarde ervan ernstig afbreuk. In 1996 werden de exemplaren IGM 100/975, IGM 100/977 en IGM 100/1001 door Chiappe toegeschreven aan Mononykus. Het betrof specimina met gedeeltelijke staarten en meerdere schedels. Deze exemplaren werden echter later toegewezen aan de verwant Shuvuuia. Hierdoor zijn veel illustraties en in musea opgestelde skeletmodellen van het geslacht gedeeltelijk op Shuvuuia gebaseerd.
In de eerste melding uit 1993 werd een verband gelegd met een exemplaar, AMNH 6524 bestaande uit een bekken en voorpoten, in 1922 gevonden door de expeditie van Roy Chapman Andrews. Dit exemplaar behoort tot de collectie van het American Museum of Natural History, maar werd indertijd enkel omschreven als een 'vogelachtige dinosauriër'. Gezien de vele exemplaren die achteraf aan andere soorten moesten worden toegewezen en het verschil in ouderdom — ook dit exemplaar is van de oudere Djadochtaformatie — wordt het tegenwoordig onwaarschijnlijk geacht dat het een specimen van Mononykus betreft, van welk geslacht dus slechts tamelijk beperkte resten bekend zijn.
In 1994 werd de soort in groter detail beschreven, nog steeds onder de aanname dat het een vogel zou zijn. In 1999 toonde Paul Sereno voor het eerst aan dat het om een meer basale vorm ging.
In 2019 werd specimen MPC-D 100/206, een gedeeltelijk skelet zonder schedel in 2008 in de Nemegt gevonden, aan een cf. Mononykus sp. toegewezen. Het verschilt maar weinig van het holotype.

## Beschrijving

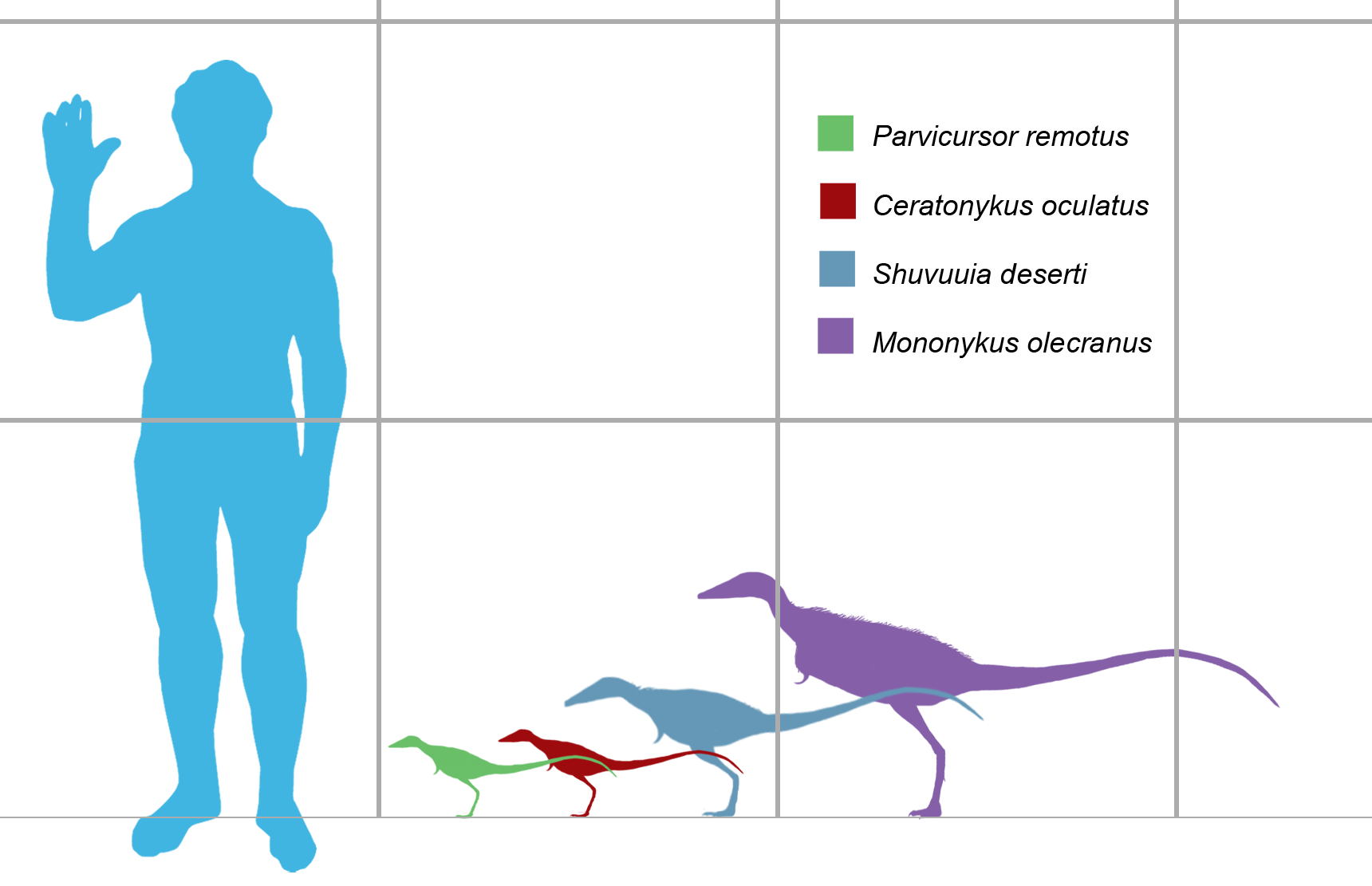
De grootte van Mononykus in paars vergeleken met verwanten

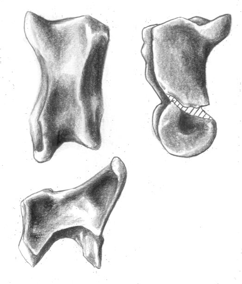
Het eerste kootje van de eerste vinger

Mononykus was, met maar één meter lengte, een kleine dinosauriër. Gregory S. Paul schatte in 2010 het gewicht van een dier van een meter lang op drieënhalve kilogram.

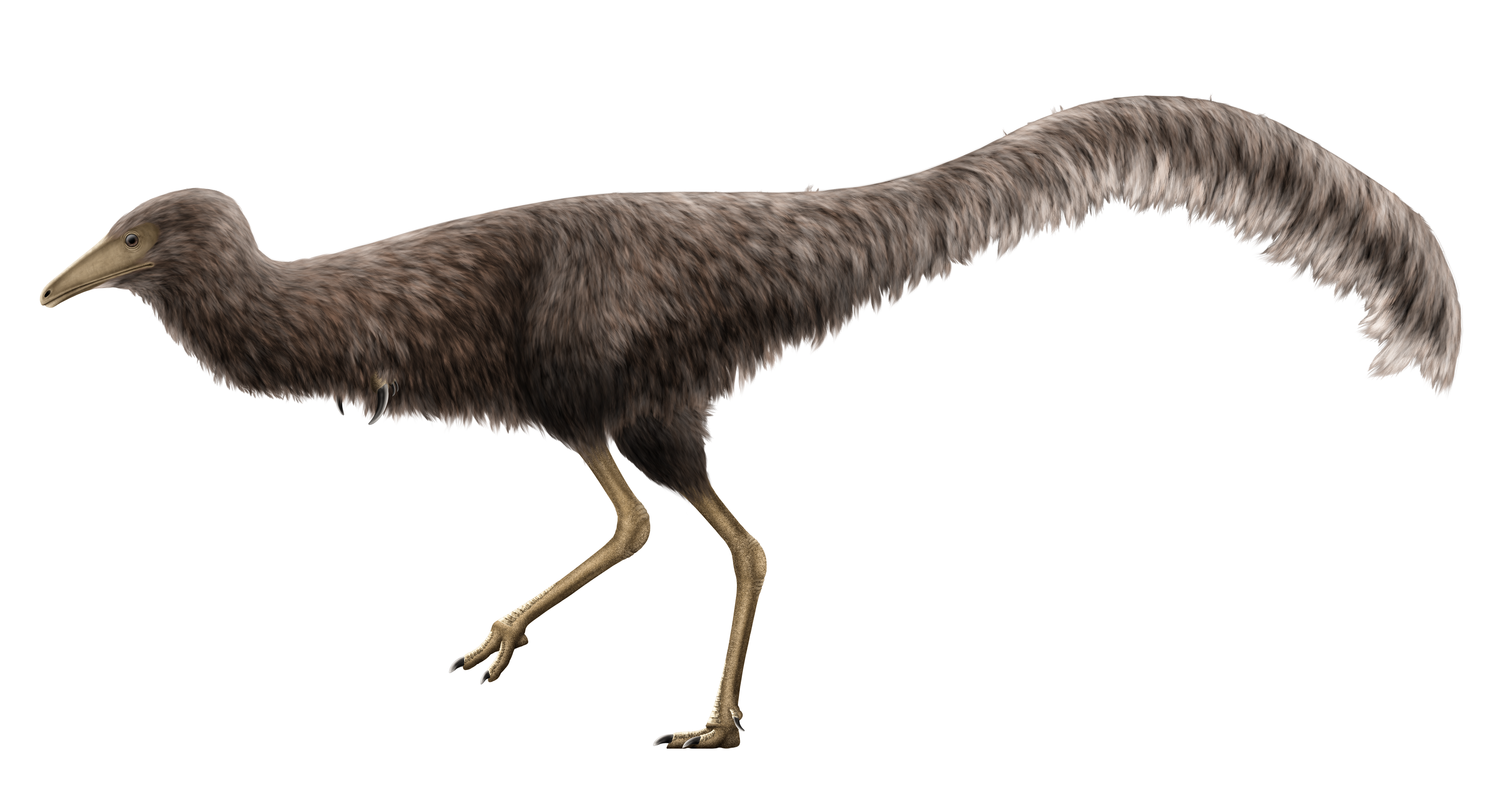
Artistic impression van hoe Mononykus er mogelijk uitzag

Mononykus is zeer lichtgebouwd met een slanke nek, een langwerpige lage romp en een dunne relatief korte staart. De achterpoten zijn langwerpig maar de voorpoten juist bijzonder gereduceerd. Bovenarm en onderarm zijn extreem verkort maar toch niet rudimentair vanwege een zeer robuuste bouw. Pols en middenhand zijn vergroeid tot een carpometacarpus die erg leek op die van vogels. Terwijl de tweede en derde vinger rudimentair zijn, is de eerste vinger gehypertrofieerd, extreem ontwikkeld: hoewel kort is hij zeer robuust en draagt de krachtige klauw waarnaar het geslacht vernoemd is. Andere vogelachtige kenmerken zijn een borstbeen met een kiel, een naar achteren gericht schaambeen en, als we de schaarse resten op dit punt van Mononykus combineren met de gegevens van verwanten, een zeer spitse kleine kop. Het levende, vermoedelijk warmbloedige, dier moet ook sterk op vogels geleken hebben door een verenkleed.
De oorspronkelijke beschrijving maakte bij het bepalen van de onderscheidende kenmerken vooral vergelijkingen met vogels. Naar huidige inzichten zijn die minder relevant. Tegenwoordig is een aantal directe verwanten bekend waarmee het onderscheid kan worden vastgesteld. Mononykus verschilt van Shuvuuia, waarover veel gegevens zijn gepubliceerd, door overdwars meer samengedrukte voorste staartwervels, een schaambeen dat een driehoekige dwarsdoorsnede heeft, een diepere inkeping aan de basis van de opgaande tak van het sprongbeen, een dertiende ruggenwervel die aan beide zijden bol is, een darmbeen dat met het zitbeen vergroeid is, een horizontale kam boven het heupgewricht die zich beperkt tot het voorste gedeelte, een dubbele crista cnemialis, een opgaande tak van het sprongbeen die ontspruit aan de binnenrand van de knobbel daarvan, een korter eerste kootje van de eerste teen, een tweede kootje van de tweede teen dat korter is dan de tweede voetklauw, en een korter en robuuster tweede, derde en vierde kootje van de vierde teen.

## Fylogenie
De oorspronkelijke beschrijvers meenden dat Mononykus een vogel was, op grond van de algehele lichte bouw van het skelet en de vergroeiingen in de ledematen, vooral de middenhand en de pols. Het zou daarbij niet om een of ander basaal lid van de Avialae gaan maar om een lid van de Metornithes, een meer afgeleide subgroep, boven Archaeopteryx in de stamboom staand. Mononykus zou de zustersoort zijn van de tak bestaande uit alle andere vogels. Dit sloot aan bij de Pauliaanse Hypothese van Gregory S. Paul inhoudend dat sommige groepen die traditioneel als meer basale theropoden werden beschouwd in feite vogels waren die het vermogen tot vliegen weer hadden verloren.
In 1996 plaatste Chiappe Mononykus in de Alvarezsauridae, een plaatsing die ook tegenwoordig door de meeste analyses getoond wordt. Nog steeds echter zag hij deze als vogels. In 1998 schiep Chiappe een eigen Mononykinae binnen de Alvarezsauridae. Een door hem gepubliceerde analyse uit 2002 bevestigde de status als vogels.

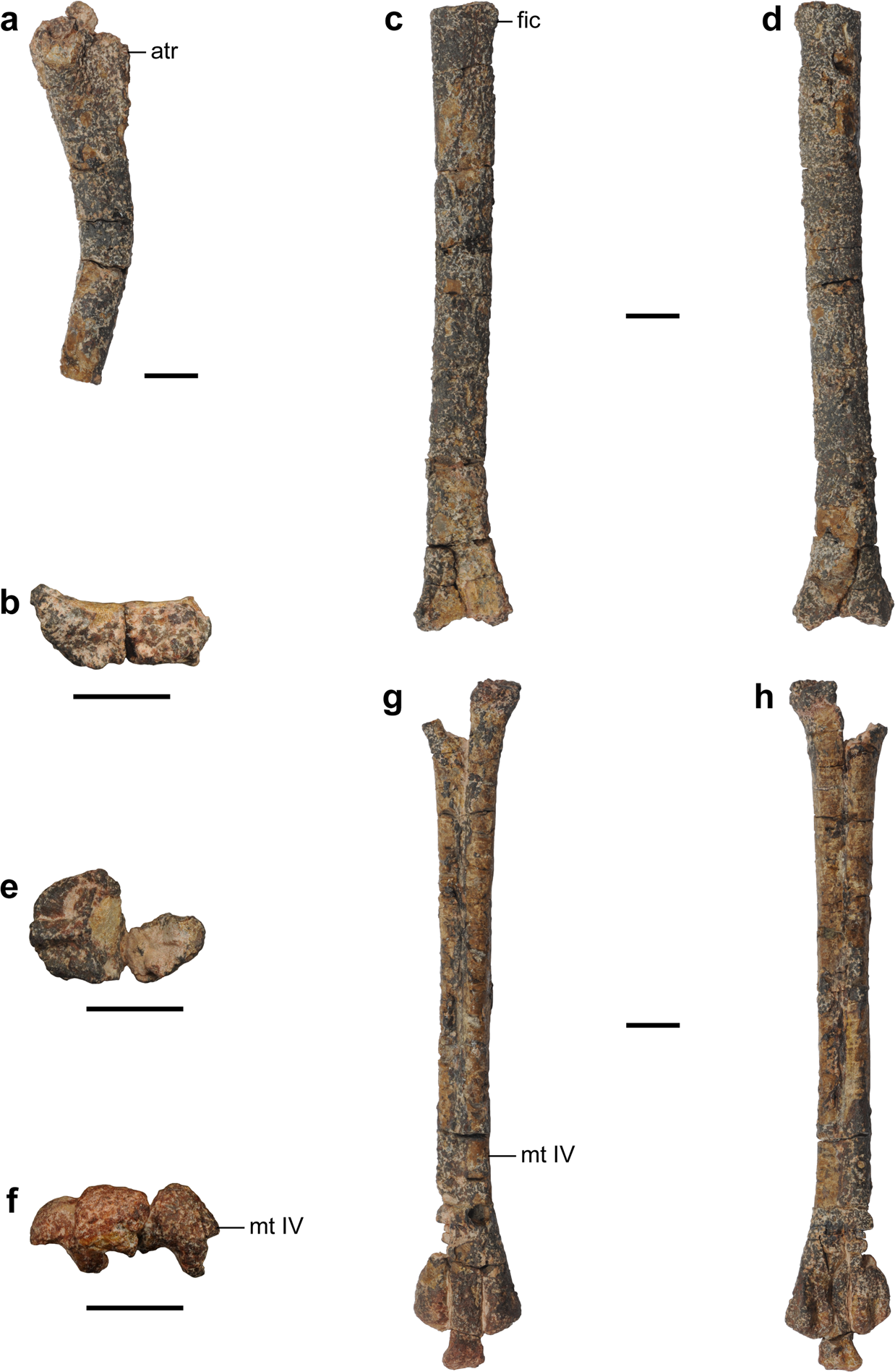
Elementen van de achterpoten

Reeds in 1994 hadden verschillende schrijvers betwijfeld of het werkelijk een vogel betrof. In 1999 maakt Paul Sereno die twijfel hard door een exacte cladistische analyse waarin de Alvarezsauridae veel basaler uitvielen, dicht bij de Ornithomimosauria. In de meeste moderne analyses zijn de Alvarezsauridae ofwel de zustergroep van de Ornithomimosauria of de meest basale Maniraptora. Overigens zijn het per definitie nog steeds Metornithes want die werden verankerd op Mononykus; in de latere studies is dat dus een veel ruimere groep dan eerst verondersteld. Als Mononykus geen vogel is, veronderstelt dat een forse convergente evolutie, niet alleen wat betreft de meer in het oog springende kenmerken maar ook in vele details, zoals een staart met minder dan vijfentwintig wervels, ongekartelde tanden, een achterste recessus tympanicus die opent in de uitholling van de columella in plaats van de processus paroccipitalis, korte voorste gewrichtsuitsteeksels in de achterste staart, sterk gekielde wervels in de voorste rug, een rechthoekig borstbeen, een uitstekende antitrochanter in het heupgewricht en een lang zitbeen. Sommige daarvan zijn verklaarbaar uit een mogelijk gravende levenswijze van Mononykus; andere zouden op puur toeval moeten berusten. Dat dit toch zo is, wordt getoond door het feit dat basale Alvarezsauroidea veel minder vogelachtig zijn.
Mononykus valt in moderne studies uit als een nauwe verwant van Shuvuuia en Albertonykus. Hun klade wordt ook wel als de Mononykini aangeduid, soms binnen de Parvicursorinae onder de gangbare definitie van dat begrip.
Een mogelijke stamboom toont het volgende kladogram.
|  | Patagonykus    |
|  |                |
|  | Bonapartenykus |
|  |                |

|  | Ceratonykus |
|  |             |
|  | Xixianykus  |
|  |             |
|  | Albinykus   |
|  |             |

|  | Albertonykus |
|  |              |
|  | Mononykus    |
|  |              |

|  | Linhenykus |
|  |            |
|  | Shuvuuia   |
|  |            |

|  | Albertonykus |
|  |              |
|  | Mononykus    |
|  |              |

|  | Linhenykus |
|  |            |
|  | Shuvuuia   |
|  |            |

|  | Albertonykus |
|  |              |
|  | Mononykus    |
|  |              |

|  | Linhenykus |
|  |            |
|  | Shuvuuia   |
|  |            |

|  | Albertonykus |
|  |              |
|  | Mononykus    |
|  |              |

|  | Linhenykus |
|  |            |
|  | Shuvuuia   |
|  |            |

|  | Ceratonykus |
|  |             |
|  | Xixianykus  |
|  |             |
|  | Albinykus   |
|  |             |

|  | Albertonykus |
|  |              |
|  | Mononykus    |
|  |              |

|  | Linhenykus |
|  |            |
|  | Shuvuuia   |
|  |            |

|  | Albertonykus |
|  |              |
|  | Mononykus    |
|  |              |

|  | Linhenykus |
|  |            |
|  | Shuvuuia   |
|  |            |

|  | Albertonykus |
|  |              |
|  | Mononykus    |
|  |              |

|  | Linhenykus |
|  |            |
|  | Shuvuuia   |
|  |            |

|  | Albertonykus |
|  |              |
|  | Mononykus    |
|  |              |

|  | Linhenykus |
|  |            |
|  | Shuvuuia   |
|  |            |

|  | Ceratonykus |
|  |             |
|  | Xixianykus  |
|  |             |
|  | Albinykus   |
|  |             |

|  | Albertonykus |
|  |              |
|  | Mononykus    |
|  |              |

|  | Linhenykus |
|  |            |
|  | Shuvuuia   |
|  |            |

|  | Albertonykus |
|  |              |
|  | Mononykus    |
|  |              |

|  | Linhenykus |
|  |            |
|  | Shuvuuia   |
|  |            |

|  | Albertonykus |
|  |              |
|  | Mononykus    |
|  |              |

|  | Linhenykus |
|  |            |
|  | Shuvuuia   |
|  |            |

|  | Albertonykus |
|  |              |
|  | Mononykus    |
|  |              |

|  | Linhenykus |
|  |            |
|  | Shuvuuia   |
|  |            |

|  | Ceratonykus |
|  |             |
|  | Xixianykus  |
|  |             |
|  | Albinykus   |
|  |             |

|  | Albertonykus |
|  |              |
|  | Mononykus    |
|  |              |

|  | Linhenykus |
|  |            |
|  | Shuvuuia   |
|  |            |

|  | Albertonykus |
|  |              |
|  | Mononykus    |
|  |              |

|  | Linhenykus |
|  |            |
|  | Shuvuuia   |
|  |            |

|  | Albertonykus |
|  |              |
|  | Mononykus    |
|  |              |

|  | Linhenykus |
|  |            |
|  | Shuvuuia   |
|  |            |

|  | Albertonykus |
|  |              |
|  | Mononykus    |
|  |              |

|  | Linhenykus |
|  |            |
|  | Shuvuuia   |
|  |            |

|  | Patagonykus    |
|  |                |
|  | Bonapartenykus |
|  |                |

|  | Ceratonykus |
|  |             |
|  | Xixianykus  |
|  |             |
|  | Albinykus   |
|  |             |

|  | Albertonykus |
|  |              |
|  | Mononykus    |
|  |              |

|  | Linhenykus |
|  |            |
|  | Shuvuuia   |
|  |            |

|  | Albertonykus |
|  |              |
|  | Mononykus    |
|  |              |

|  | Linhenykus |
|  |            |
|  | Shuvuuia   |
|  |            |

|  | Albertonykus |
|  |              |
|  | Mononykus    |
|  |              |

|  | Linhenykus |
|  |            |
|  | Shuvuuia   |
|  |            |

|  | Albertonykus |
|  |              |
|  | Mononykus    |
|  |              |

|  | Linhenykus |
|  |            |
|  | Shuvuuia   |
|  |            |

|  | Ceratonykus |
|  |             |
|  | Xixianykus  |
|  |             |
|  | Albinykus   |
|  |             |

|  | Albertonykus |
|  |              |
|  | Mononykus    |
|  |              |

|  | Linhenykus |
|  |            |
|  | Shuvuuia   |
|  |            |

|  | Albertonykus |
|  |              |
|  | Mononykus    |
|  |              |

|  | Linhenykus |
|  |            |
|  | Shuvuuia   |
|  |            |

|  | Albertonykus |
|  |              |
|  | Mononykus    |
|  |              |

|  | Linhenykus |
|  |            |
|  | Shuvuuia   |
|  |            |

|  | Albertonykus |
|  |              |
|  | Mononykus    |
|  |              |

|  | Linhenykus |
|  |            |
|  | Shuvuuia   |
|  |            |

|  | Ceratonykus |
|  |             |
|  | Xixianykus  |
|  |             |
|  | Albinykus   |
|  |             |

|  | Albertonykus |
|  |              |
|  | Mononykus    |
|  |              |

|  | Linhenykus |
|  |            |
|  | Shuvuuia   |
|  |            |

|  | Albertonykus |
|  |              |
|  | Mononykus    |
|  |              |

|  | Linhenykus |
|  |            |
|  | Shuvuuia   |
|  |            |

|  | Albertonykus |
|  |              |
|  | Mononykus    |
|  |              |

|  | Linhenykus |
|  |            |
|  | Shuvuuia   |
|  |            |

|  | Albertonykus |
|  |              |
|  | Mononykus    |
|  |              |

|  | Linhenykus |
|  |            |
|  | Shuvuuia   |
|  |            |

|  | Ceratonykus |
|  |             |
|  | Xixianykus  |
|  |             |
|  | Albinykus   |
|  |             |

|  | Albertonykus |
|  |              |
|  | Mononykus    |
|  |              |

|  | Linhenykus |
|  |            |
|  | Shuvuuia   |
|  |            |

|  | Albertonykus |
|  |              |
|  | Mononykus    |
|  |              |

|  | Linhenykus |
|  |            |
|  | Shuvuuia   |
|  |            |

|  | Albertonykus |
|  |              |
|  | Mononykus    |
|  |              |

|  | Linhenykus |
|  |            |
|  | Shuvuuia   |
|  |            |

|  | Albertonykus |
|  |              |
|  | Mononykus    |
|  |              |

|  | Linhenykus |
|  |            |
|  | Shuvuuia   |
|  |            |

## Levenswijze

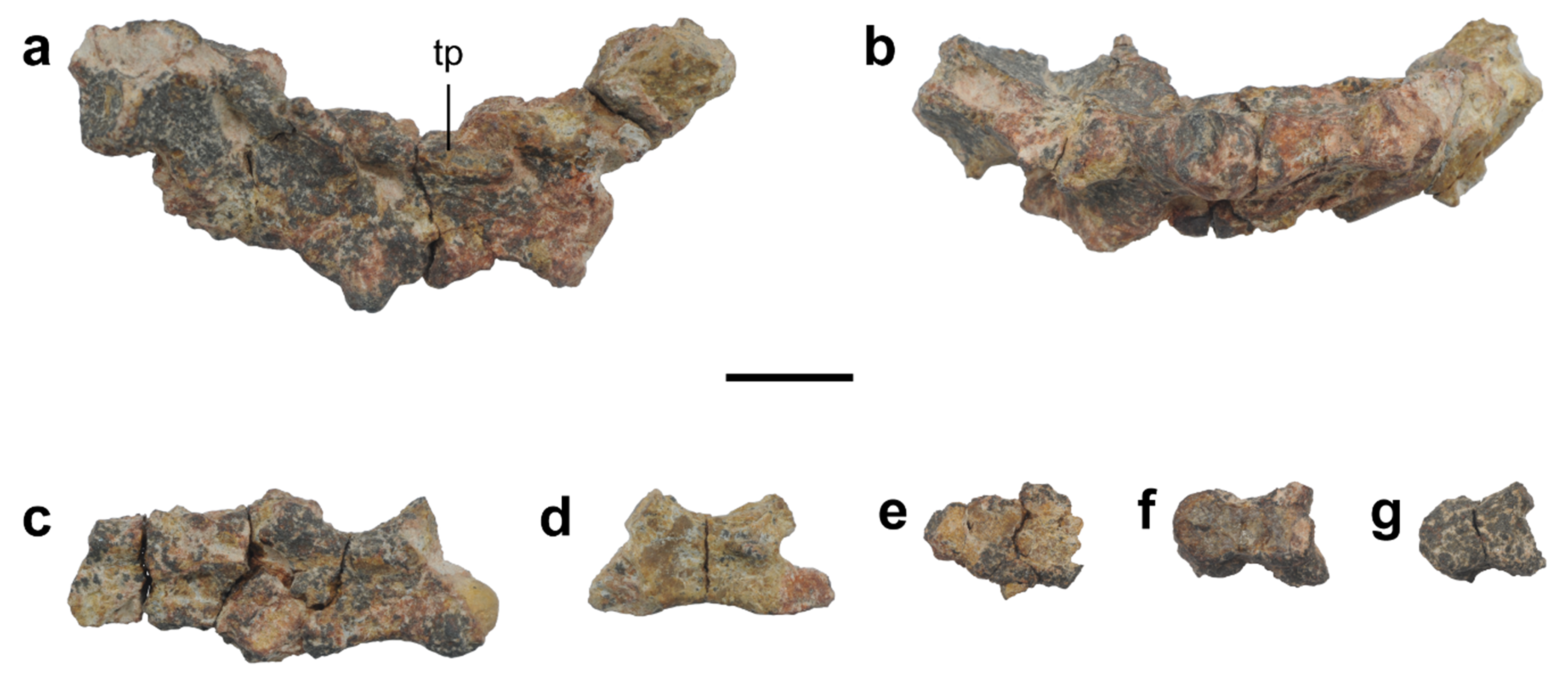
Wervels en voetbeenderen

Op zijn twee smalle, dunne poten kon Mononykus waarschijnlijk zeer hard lopen, een voordeel op de woestijnvlaktes waar het geslacht leefde. Het had een smalle schedel en de tanden waren smal en puntig. Dit duidt erop dat het op insecten en kleine dieren, zoals hagedissen en zoogdieren joeg. Met zijn grote ogen kon Mononykus ook 's nachts jagen, wanneer het koeler is en er minder roofdieren zijn.
De vreemde, sterk gespecialiseerde, voorpoten van Mononykus hebben al van de eerste beschrijving af aanleiding gegeven tot speculaties over hun functie. In het oorspronkelijke artikel wordt reeds gewezen op de overeenkomsten met gravende zoogdieren. Meteen werd eraan herinnerd dat de lange poten en het lichtgebouwde lichaam juist niet wezen op een graver maar een renner.
Dat een elegant gebouwd dier als Mononykus tunnels groef, leek de meeste onderzoekers onwaarschijnlijk, ook nauwelijks te verenigen met de zeer korte voorpoten. In 2005 bedacht Philip Senter echter een alternatieve functie waarvoor het ook nuttig was om veel kracht te zetten: de klauwen zouden gebruikt zijn om de nesten van mieren of termieten open te breken. Dat zou ook de spitse snuit verklaren. De lange achterpoten waren dan voornamelijk defensief bedoeld, om weg te lopen voor roofdieren. Reeds in 1995 had Chiappe gesuggereerd dat de klauwen gebruikt waren om bast van bomen te strippen om insecten(larven) te bereiken. In 2009 wees biomechanisch onderzoek erop dat de klauwen te zwak waren om de steenharde korst te breken van termietennesten die opgebouwd waren als die van moderne soorten. Gesuggereerd werd toen dat het voedsel bestond uit houtborende termieten. In 2023 publiceerde Senter een verbeterede studie naar de bewegingsvrijheid van de arm. Die bleek veel groter te zijn dan eerder aangenomen. De ellebogen konden tegen de romp worden gehouden wat een verbeterd vermogen opleverde om naar insecten te zoeken.

## Mononykusals cultureel fenomeen

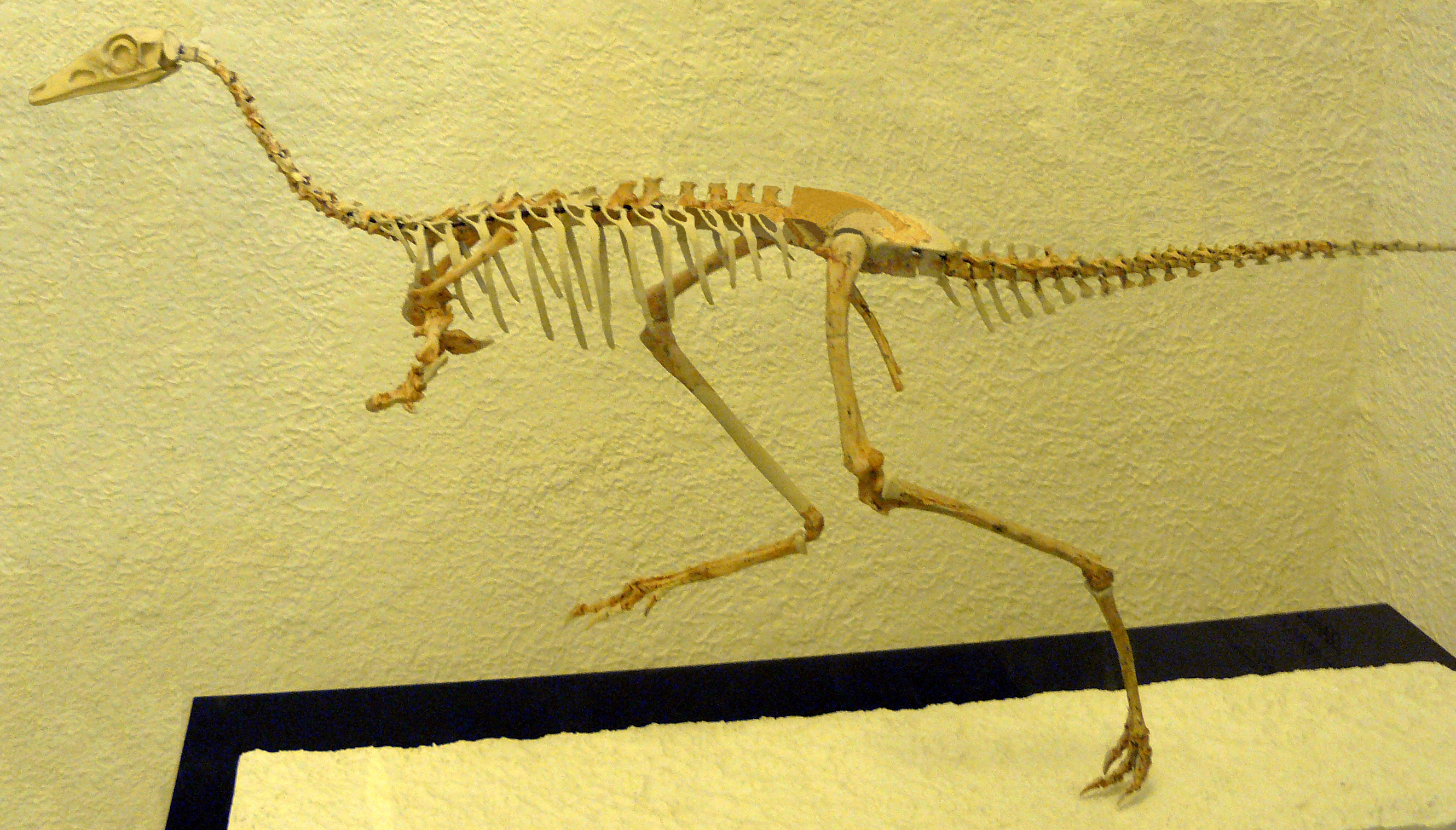
Skeletmodel

Mononykus verschijnt in de serie Chased by Dinosaurs van de BBC. In de special 'The Giant Claw' wordt een exemplaar gevangen door Nigel Marven tijdens zijn tocht door het Mongolië uit het Krijttijdperk.